# Cmentarz Mater Dolorosa

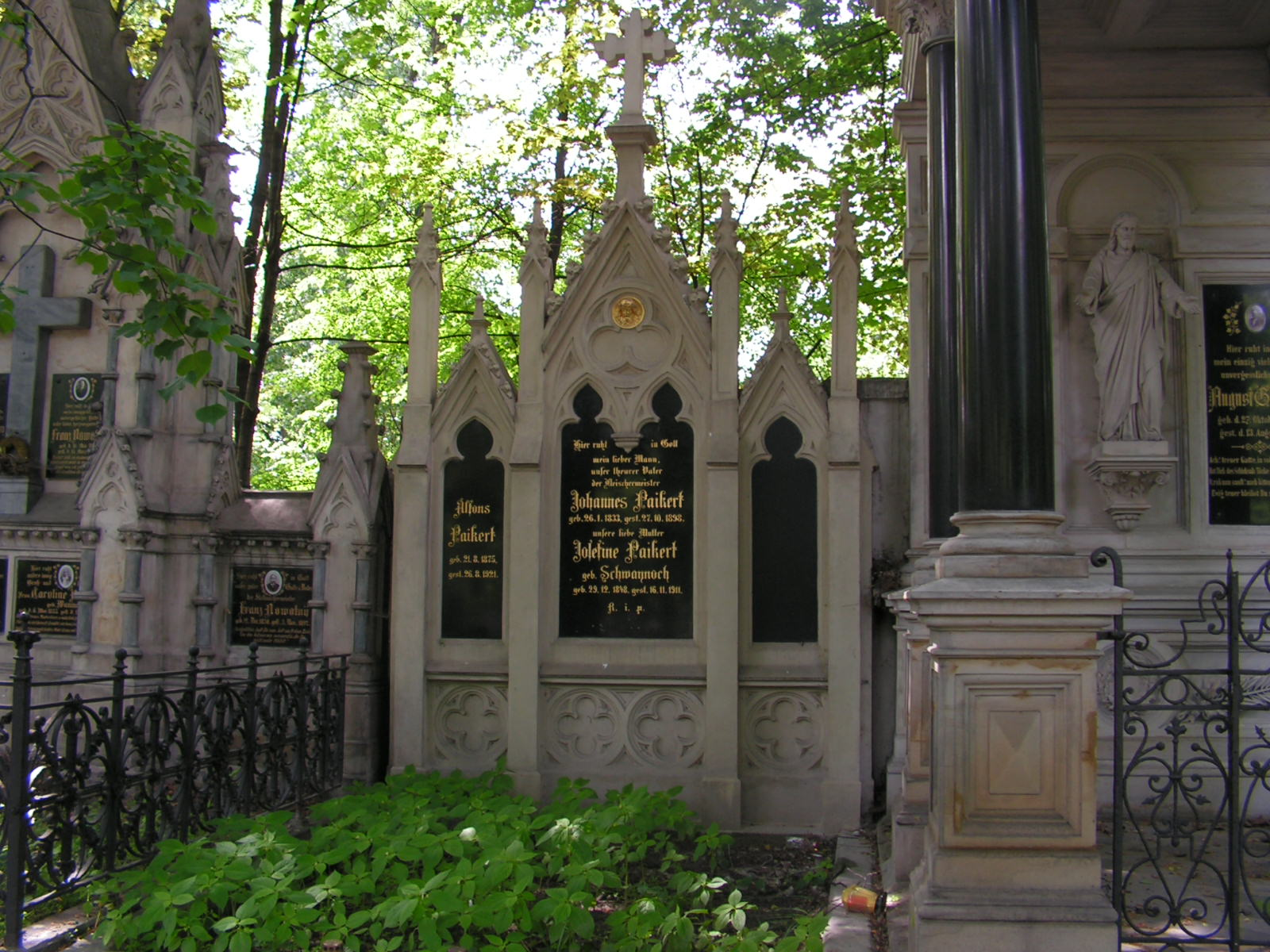
Grobowiec Rodziny Paikertów

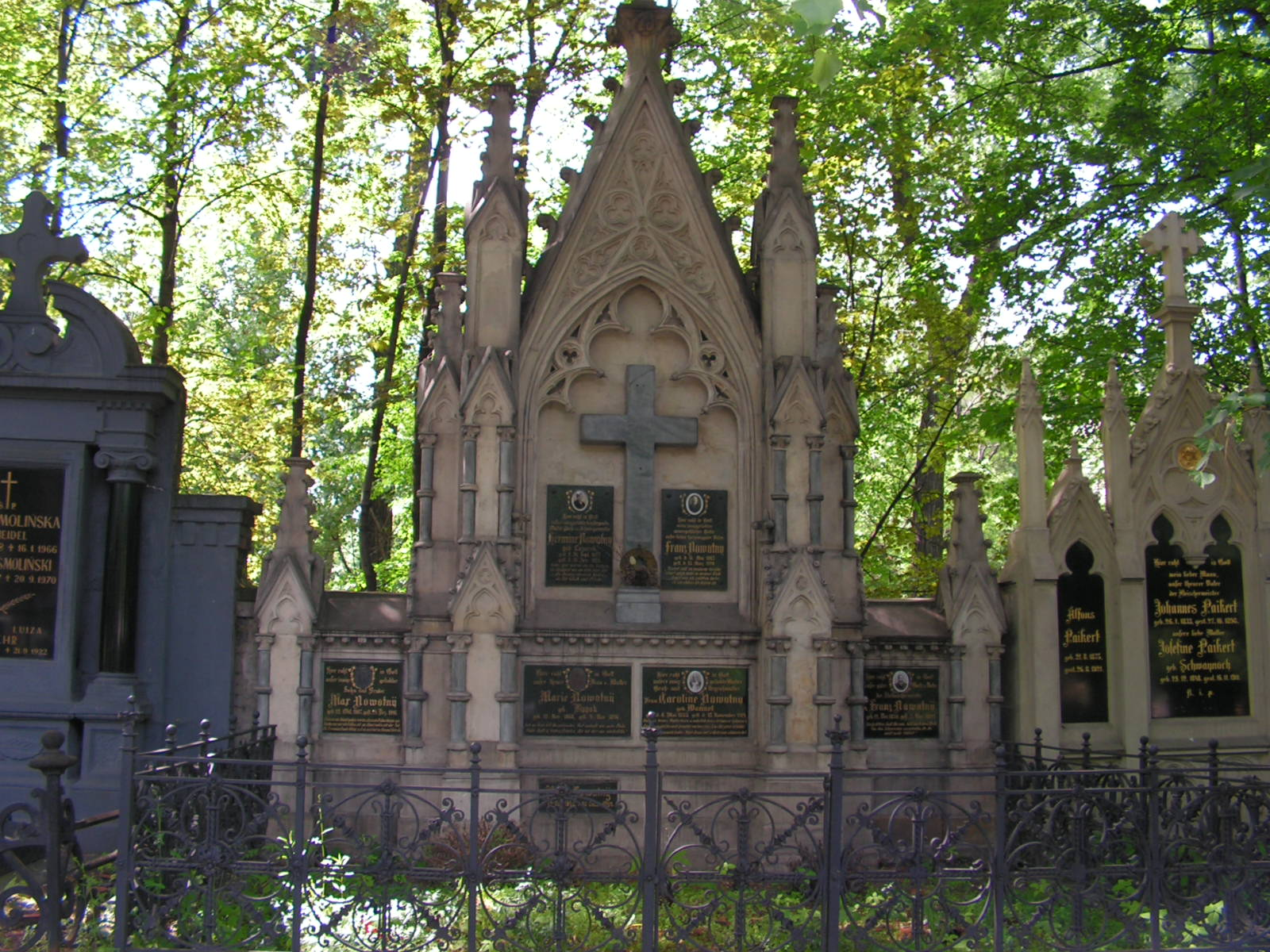
Grobowiec Rodziny Novotnych

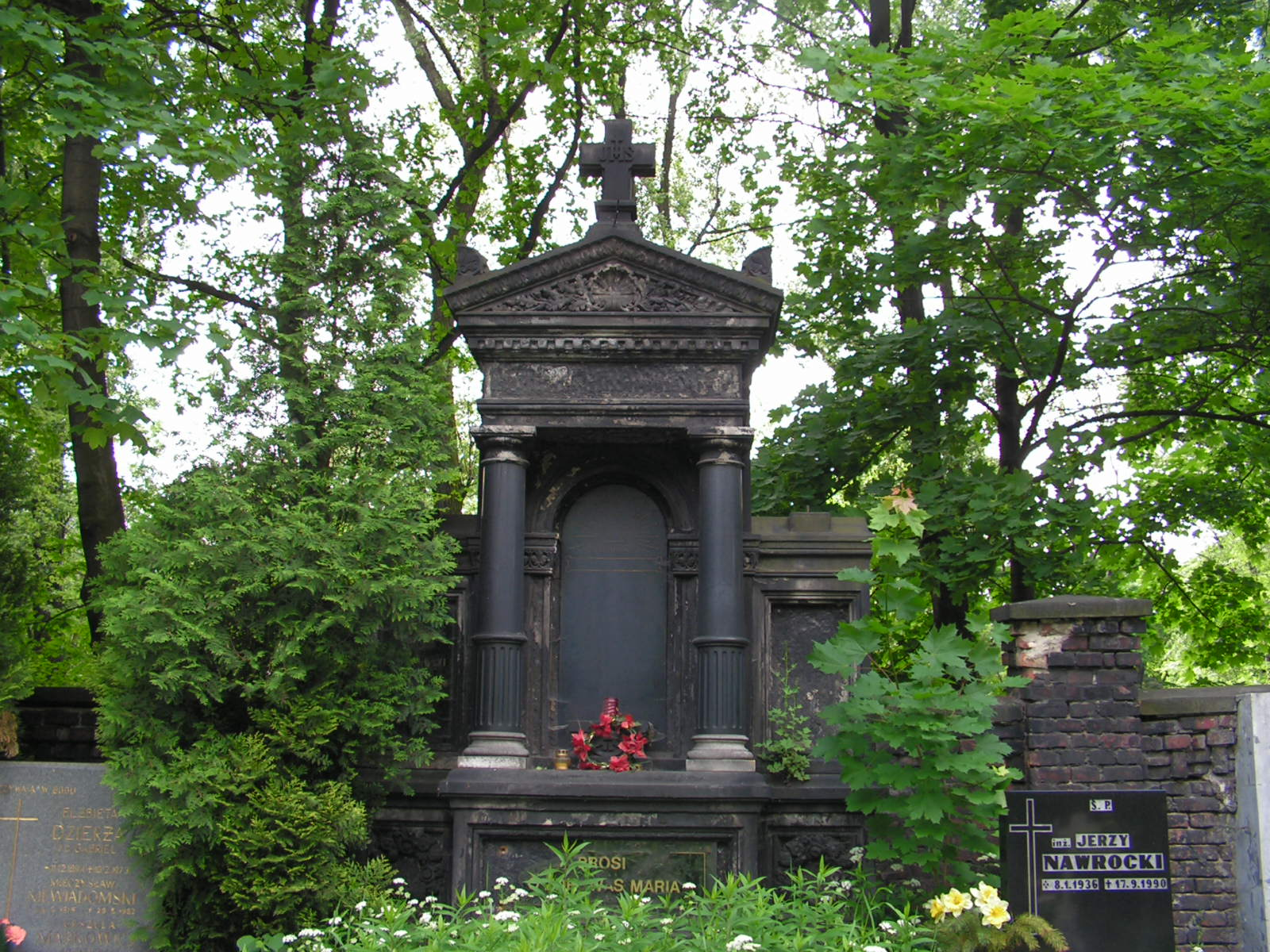
Grobowiec z XIX wieku

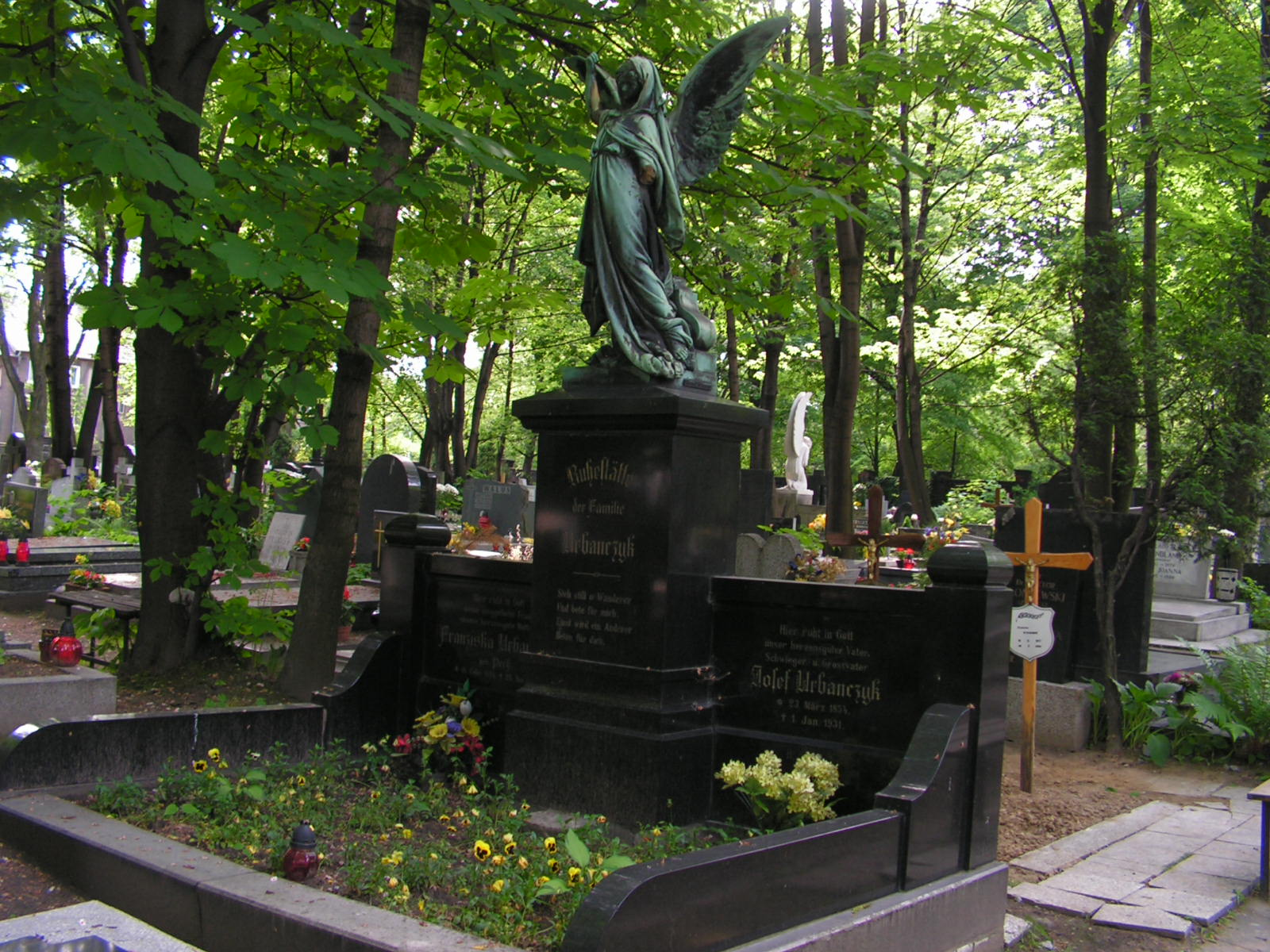
Grobowiec Rodziny Urbańczyków

Cmentarz Mater Dolorosa − położony jest w Bytomiu przy ulicy Piekarskiej 71. Cmentarz został wpisany do rejestru zabytków dnia 26 XI 1987 (nr rej.: A/1010/22).

## Historia
Początki bytomskiego cmentarza parafialnego sięgają XVII wieku. Dzięki przemysłowi, w drugiej połowie XIX wieku, miasto gwałtownie się rozwijało. Około 1800 r. istniał, oprócz kościoła parafialnego, kościół przy klasztorze franciszkanów. Na cmentarzu, który był tuż za murami miejskimi zaczęło brakować miejsca. Rozpoczęły się starania o utworzenie nowej parafii i budowę kościoła. Wyznaczono teren, na którym cmentarz miał się rozciągać (między dzisiejszymi ul. Kraszewskiego i ul. Piekarską) i rozpoczęło się kupowanie działek. W 1866 r. poświęcono ziemię pod cmentarz. Ostatecznie powstały dwa cmentarze: w 1868 r. Mater Dolorosa I przy ul. Piekarskiej 71 i w 1886 r. Mater Dolorosa II przy ul. Piekarskiej 75.
Cmentarz „Mater Dolorosa” szczyci się neogotycką kaplicą cmentarną z 1882 r. według projektu wiedeńskiego architekta, Hugo Heera.
Cmentarz Mater Dolorosa jest najważniejszą nekropolią Bytomia, zarówno od strony historycznej jak i zabytkowej. Oprócz cmentarza, który został wpisany na listę zabytków, wpisano również poszczególne grobowce, kaplice cmentarne o bardzo wysokich walorach architektonicznych. Aleje cmentarne mogą poszczycić się starodrzewiem. Cenne jest nawet ogrodzenie cmentarza. Administratorem cmentarza jest parafia pod wezwaniem świętej Trójcy.

## Stan dzisiejszy cmentarza (2016)
Towarzystwo Miłośników Bytomia wspólnie z redakcją „Życia Bytomskiego” zainicjowało w 2000 r. zbiórkę środków finansowych na odnowienie zabytków znajdujących się na bytomskim cmentarzu Mater Dolorosa. Dzięki zbiórkom TMB odnowiono m.in. kaplice: Schastoków, Peikertów, grobowce rodziny Hakubów, Nowotnych, Pisaków, Goetzlerów, Proszydłów i Garusów. Od 2013 lat trwa zbiórka na rzecz wybrukowania alejek prowadzących do nagrobków.

## Pochowani
- Jan Biały (1897–1984) – cichociemny[5]
- Norbert Bonczyk (1837−1893) − ksiądz katolicki, poeta, autor artykułów do Zwiastuna Górnośląskiego, działacz na rzecz polskości Górnego Śląska i orędownik czystości mowy polskiej na Górnym Śląsku. Wieloletni współpracownik księdza Józefa Szafranka
- Georg Brüning (1851−1932) − burmistrz i nadburmistrz Bytomia w latach 1882−1919[5]
- Tomasz Cieplik (1861−1925) − nauczyciel muzyki, organista,  z Michałem Wolskim podczas Powstań Śląskich i Plebiscytu organizował koncerty przybywających na wschodnie tereny Górnego Śląska polskich artystów[5]
- Józef Gallus (1860–1945) – pisarz ludowy, działacz kulturalny, etnograf
- Ignatz Hakuba (1841–1910) – niemiecki przemysłowiec, samorządowiec, działacz społeczny, filantrop
- Paul Jackisch (1825−1913) − najsłynniejszy bytomski architekt[6]
- Jan Ligoń (1851−1917) − pisarz ludowy i działacz kulturalny[7]
- Piotr Miętkiewicz (1891-1957) - pedagog, pierwszy Prezydent Bytomia
- Emil Nikodemowicz (1929–2013) – polski hokeista, reprezentant Polski, trener hokejowy
- Ernst Oderski (1880−1941) − właściciel znanej kawiarni i cukierni na Rynku. Była to pierwsza cukiernia w mieście, w której wyrabiano specjalne słodycze dla diabetyków[7]
- Ludwika Radziejewska (1843–1912) - działaczka społeczna, wydawczyni pisma "Katolik"
- Wacław Sąsiadek (1931–2017) – polski piłkarz, reprezentant Polski
- Hubert Skowronek (1874–1945) – duchowny katolicki, doktor teologii, wykładowca
- Henryk Skromny (1926–1962) – polski piłkarz, reprezentant Polski
- Józef Słonecki (1899–1970) – polski piłkarz, reprezentant Polski
- Franciszek Studziński (1893-1964) – pułkownik piechoty Wojska Polskiego
- Józef Szafranek (1807−1874) – proboszcz kościoła Najświętszej Marii Panny w Bytomiu, współczesny patron szkoły gimnazjalnej Gimnazjum nr 1 z Oddziałami Integracyjnymi przy ul. Tarnogórskiej[8]
- Edward Józef Szymkowiak (1932–1990) – polski piłkarz występujący na pozycji bramkarza, reprezentant Polski, olimpijczyk
- Kazimierz Trampisz (1929–2014) – polski piłkarz, reprezentant Polski
- Władysław Webersfeld (1905–1956) – żołnierz Polskich Sił Zbrojnych
- Jerzy Wielkoszyński (1930–2010) – polski lekarz specjalizujący się w medycynie sportowej, fizjoterapeuta
- Piotr Woźniak (1912-1988) - żołnierz AK i podziemia powojennego

Do interesujących fragmentów cmentarza należy aleja przy zachodnim murze, przy której znajdują się kaplice grobowe i nagrobki, znanych rodzin bytomskich, pochodzące z XIX wieku.